# Jean Trémoulet
Jean Trémoulet, född den 12 april 1909, död den 13 oktober 1944, var en fransk racerförare.
Trémoulet vann Le Mans 24-timmars 1938 i en Delahaye 135, tillsammans med Eugène Chaboud. Trémoulet var aktiv i franska motståndsrörelsen och dödades under andra världskriget.